# المعروم (حبيش)

تعديل مصدري - تعديل

المعروم محلة تابعة لقرية الظرافة، التابعة لعزلة قحزة بمديرية حبيش إحدى مديريات محافظة إب في الجمهورية اليمنية، بلغ تعداد سكانها 31 حسب تعداد اليمن لعام 2004.